# Say Hello (TUBEのアルバム)
『Say Hello』（セイ・ハロー）は、日本のロックバンドであるTUBEの2作目のミニ・アルバム。
1993年4月21日にソニー・ミュージックレコーズからリリースされた。前作『納涼』（1992年）よりおよそ10か月振りにリリースされた作品であり、全作詞を前田亘輝、全作曲を春畑道哉が手掛けサウンド・プロデュースはTUBE、総合プロデュースを長戸大幸が担当している。
前年にリリースされた初のミニ・アルバム『Smile』（1992年）と同様にコンサートツアー前半において新曲を演奏できない問題を解決するためにリリースされた作品であり、ライブ演奏を前提とした楽曲のみが収録されたコンセプト・アルバムになっている。本作においてTUBEはハワイにてレコーディングを行い初の海外レコーディング作品となり、翌年も同地でのレコーディングは継続されることになった。
本作はオリコンアルバムチャートにおいて最高位第4位となり、売り上げ枚数は20万枚を超えたため日本レコード協会からゴールド認定を受けている。また、本作収録曲である「Say Hello」は大成建設のコマーシャルソングとして使用された。

## 背景
例年のコンサートツアーにおいて、アルバムリリース前にツアーが始まることでツアー前半は前年のアルバム収録曲を中心とした内容になってしまうことを疑問視したTUBEのメンバーは、4月の時点でフル・アルバムをリリースすることが困難なためにミニ・アルバムをリリースすることを決定、その後ライブで盛り上がることを前提とした楽曲5曲を収録した初のミニ・アルバム『Smile』（1992年）をリリースしたTUBEは、同作を受けたコンサートツアー「TUBE LIVE AROUND '92 I Love Your Smile」を同年4月26日の綾瀬市文化会館公演を皮切りに、7月15日の厚木市文化会館公演まで39都市全45公演を実施した。ツアー中の6月13日には12枚目となるアルバム『納涼』（1992年）をリリースした。
その後野外ライブツアー「TUBE LIVE AROUND SPECIAL '92 夏だヨ! 全員集合」を同年8月7日のナゴヤ球場公演、8月16日の横浜スタジアム公演、8月30日の阪神甲子園球場公演の3都市全3公演を実施した。同ツアーのオープニングにおいて、前田亘輝はウェットスーツを着用し足にはサーフボードを取り付けた宙吊りの状態で登場し、初めて前田自身が体を張ったパフォーマンスを行ったことで聴衆から大歓声が上がることになった。以降、前田のオープニングパフォーマンスは恒例行事となった。また例年行われていた盆踊りをさらに増強する形で制作されたTUBEオリジナルの楽曲「湘南盆踊り」を使用し、独自の振り付けも披露された。TUBEとしての盆踊りをより一層盛り上げるため、前田と春畑道哉は響友會という和太鼓チームに直接参加交渉を行い、結果として同ツアーにおいて同組織が参加することになった。

## 録音、制作
前年にリリースされたミニ・アルバム『Smile』と同様の理由で、本作の制作が決定された。しかし前作が日本国内でレコーディングが行われたのに対し、本作はハワイでレコーディングが行われている。日本と比較して機材の劣るハワイでのレコーディングにメンバーは不安を抱えていたが、午前中に海に行った後で午後からレコーディングを開始するというスケジュールが功を奏し、メンバーはストレスを抱えずに済むという精神的な部分でプラスの要素が多い状態となった。また、東京のスタジオでは行き詰まった際の捌け口がなく、時間がないことから焦燥感を抱えたまま作業を継続することを余儀なくされていたが、ハワイではそのようなプレッシャーを感じることもなく、観音崎スタジオでの環境以上にリラックスした状態でレコーディングを行うことが可能となり、機材以上に精神面でのプラス要素がサウンドに表れることを自覚したために、翌年もメンバーはハワイでレコーディングを行うことになった。

## 音楽性と歌詞
本作がリリースされた当時は東京のディスコであるジュリアナ東京が全盛期を迎えており、日本の音楽シーンにおいてはテクノの黎明期となっていた。しかしデビューしてから流行に染まることを好まずスタンダードな音楽性を一貫して追求していたTUBEは態度を変化させず、本作もそれまでと同様の音楽性を示した作品となっている。書籍『地球音楽ライブラリー チューブ 改訂版』では、「それは、ある意味、頑固にも、もどかしくも、不器用にも思える姿勢だ。だが、もしもTUBEが世間の色に染まるバンドだったら、本作前に完全に失速していただろう」と記している。同書ではTUBEのメッセージ性は「世間の色に染まらないこと、つまり世間体を繕わない強さ」という部分に存在すると主張し、本作においては「イケ イケ '93」におけるレイブ風のサンプリングをパロディとして用いた部分や、歌詞に重点が置かれた「この胸のRainbow」などが象徴的であると記している。また、同書では「この胸のRainbow」について「きれい事だけでは済まされない生き様がある」と記している。
同書では本作について「夏への助走感」あるいは「夏満開前の期待感」がもう一つのポイントであると主張し、「Say Hello」において前田のボーカルが抑え気味であることや、「Dream Of Love」の声量も本来の大きさの40パーセントから50パーセント程度であると指摘。さらに本作収録曲のすべての歌詞において、「夏」という単語を連呼しないことが逆に夏本番への期待感を増す結果になっていると同書では記している。また、本作における「夏」とは季節のことだけではなく、本作の後にリリースされるフル・アルバムのことを指していると同書では指摘している。同書では他に、本作を意義深くしている楽曲がアコースティック楽器によるアレンジの「あずけてごらん」であると主張しており、その理由はTUBEがデビュー9年目にして初めてメンバー4人の歌声を収録した楽曲であるためと記している。同曲ではAメロの前半を前田の次に松本玲二、後半を角野秀行の次に春畑という順番で歌唱を行っている。また、同書では前田以外のボーカルに対して、「訥々としているが、なぜか温かい」と表現している。「この胸のRainbow」について音楽ライターである藤井徹貫は、春畑が前年にリリースしたJリーグ・オフィシャルテーマソング「J'S THEME」（1992年）と比較した上で、「彼のメロディメーカーとしての飛躍を感じずにいられない」と述べている。また前田のボーカルにおいても新たな試みが行われていると主張し、8作目のアルバム『Remember Me』（1988年）収録曲の「Keeping The Face」から始まったファイティングソングの系譜となるメッセージ性の強い歌詞を、11作目のアルバム『湘南』（1991年）収録曲の「夏よ走れ」の系譜となる明るいトーンの声で歌唱していると指摘している。

## リリース、批評、チャート成績、ツアー
| 専門評論家によるレビュー | 専門評論家によるレビュー |
| レビュー・スコア         | レビュー・スコア         |
| 出典                     | 評価                     |
| ------------------------ | ------------------------ |
| CDジャーナル             | 肯定的                   |

本作は1993年4月21日にソニー・ミュージックレコーズからCDおよびCT、MDの3形態でリリースされた。本作の帯に記載されたキャッチフレーズは「元気ですか〜!? チューブ」であり、アルバム・ジャケットはハワイのマウイ島に存在するホテルのプールにおいて撮影が行われた。また、本作収録曲である「Say Hello」が大成建設のコマーシャルソングとして使用された。
TUBEによるミニ・アルバムのリリースは本作が最後となったが、書籍『地球音楽ライブラリー チューブ 改訂版』では「まだまだ開拓の余地がありそうなフィールドだ」と主張し、メンバー各自が1曲ずつ歌唱する案や各自が1曲ずつ作詞および作曲を行うなどTUBEならではの企画は尽きないと記している。その後24年振りとなるミニ・アルバム『sunny day』（2017年）がリリースされた。「Smile」「Say Hello」と同様に「S」から始まるタイトルでミニ・アルバムシリーズの続編となっており、前2作においては子供の写真がジャケットに使用されていたが『sunny day』においてはメンバーの幼少時代の写真が使用された。
本作を受けたコンサートツアーは「TUBE LIVE AROUND '93 Say Hello」と題して、同年4月23日の伊勢原市民文化会館公演を皮切りに、同年7月12日のグリーンホール相模大野公演まで37都市全45公演が行われた。音楽情報サイト『CDジャーナル』では、「俺のやった仕事を見てくれ!」と自身の妻をダムに連れて行くという内容の大成建設のコマーシャルソングとして使用された「Say Hello」が収録されていることを指摘した上で、「夏までのうっとうしい梅雨を乗り越えるためにぴったりの気持ちいい曲がそろってます」と肯定的に評価した。本作はオリコンアルバムチャートにて最高位第4位の登場週数11回で売り上げ枚数は31.9万枚となった。2003年7月2日にはCD盤のみ再リリースされている。

## 収録曲
- CDブックレットに記載されたクレジットを参照[15]。

| #         | タイトル          | 作詞      | 作曲      | 編曲      | 時間  |
| --------- | ----------------- | --------- | --------- | --------- | ----- |
| 1.        | 「Say Hello」     | 前田亘輝  | 春畑道哉  | TUBE      | 4:17  |
| 2.        | 「Dream Of Love」 | 前田亘輝  | 春畑道哉  | TUBE      | 4:09  |
| 3.        | 「イケ イケ '93」 | 前田亘輝  | 春畑道哉  | TUBE      | 6:50  |
| 合計時間: | 合計時間:         | 合計時間: | 合計時間: | 合計時間: | 15:16 |

| #         | タイトル            | 作詞      | 作曲      | 編曲      | 時間 |
| --------- | ------------------- | --------- | --------- | --------- | ---- |
| 4.        | 「あずけてごらん」  | 前田亘輝  | 春畑道哉  | TUBE      | 3:52 |
| 5.        | 「この胸のRainbow」 | 前田亘輝  | 春畑道哉  | TUBE      | 5:37 |
| 合計時間: | 合計時間:           | 合計時間: | 合計時間: | 合計時間: | 9:29 |

## スタッフ・クレジット
- CDブックレットに記載されたクレジットを参照[16]。

### TUBE
- 前田亘輝
- 春畑道哉
- 角野秀行
- 松本玲二

### 参加ミュージシャン
- 小野塚晃 – キーボード、サウンド・アドバイザー
- 沓野行秀 – パーカッション
- 勝田一樹 – サックス
- 下神竜哉 – トランペット
- 小林太 – トランペット
- 望月誠人 – トロンボーン
- 伊藤“リンダ”一義 – MC、コーラス
- 栗林誠一郎 – コーラス
- 牧穂エミ – コーラス
- IKKI TAI – コーラス

### 録音スタッフ
- TUBE – サウンド・プロデューサー
- 長戸大幸（ビーイング） – プロデューサー
- 小松久（ビーイング） – ディレクター
- 池田大介 – アシスタント・ディレクター
- 長田栄（ビーイング） – アシスタント・ディレクター
- 相原雅之（ティーズスタジオ） – レコーディング・エンジニア、ミキシング・エンジニア
- 市川孝之（スタジオバードマン） – レコーディング・エンジニア
- 三橋真理（ティーズスタジオ） – アシスタント・エンジニア
- 高桑心 – アシスタント・エンジニア
- 斎藤美々子（ティーズスタジオ） – アシスタント・エンジニア
- 豊田稔（スタジオバードマン） – アシスタント・エンジニア
- マイク・マキノ（オーディオリソースホノルル）
- アキオ・ウエダ（オーディオリソースホノルル）
- 笠井鉄平（ソニー・ミュージック信濃町スタジオ） – マスタリング・エンジニア
- 田中健一 – ギター・テクニシャン
- トム・トエダ（メディウスエンターテインメント、ニューヨーク） – ホノルル・プロダクション・コーディネーション

### 美術スタッフ
- 鈴木謙一（ビーイング） – アート・ディレクション、デザイン
- 近藤浩章（ビーイング） – デザイン

### その他スタッフ
- システムクラフト – サンクス
- モリダイラ楽器 – サンクス
- ゾディアック・ワークス – サンクス
- プロマーク・ジャパン（英語版） – サンクス
- ヤマハ R&D – サンクス
- カスタムオーディオジャパン – サンクス
- 中島正雄（ビーイング） – スペシャル・サンクス
- 安井滋男 (SEAS) – スペシャル・サンクス
- 宮澤清人 (Southern B.T.L) – スペシャル・サンクス
- スティーヴ・K・望戸 – スペシャル・サンクス
- トニー・ヒューガー – スペシャル・サンクス
- ミラン・ベルトーサ – スペシャル・サンクス
- ロビン・デイヴィス（オーディオリソースホノルル） – スペシャル・サンクス
- 津田敏忠（ホワイトミュージック） – マネージメント・スタッフ
- 会川聡（ぐあんばーる） – マネージメント・スタッフ
- Ading – プロモーション・オフィス
- 橋爪健康（ソニー・ミュージックレコーズ） – エグゼクティブ・プロデューサー
- 菅原潤一（ぐあんばーる） – エグゼクティブ・プロデューサー

## チャート、認定
| チャート         | 最高順位 | 登場週数 | 売上数   | 出典  |
| ---------------- | -------- | -------- | -------- | ----- |
| 日本（オリコン） | 4位      | 11回     | 31.9万枚 | [ 2 ] |

| 国/地域 | 認定組織         | 日付      | 認定     | 売上数   | 出典  |
| ------- | ---------------- | --------- | -------- | -------- | ----- |
| 日本    | 日本レコード協会 | 1993年4月 | ゴールド | 200,000+ | [ 3 ] |

## リリース日一覧
| No. | リリース日    | レーベル                                     | 規格         | カタログ番号 | 備考                   | 出典                       |
| --- | ------------- | -------------------------------------------- | ------------ | ------------ | ---------------------- | -------------------------- |
| 1   | 1993年4月21日 | ソニー・ミュージックレコーズ                 | CD           | SRCL-2614    |                        | [ 2 ] [ 17 ] [ 11 ] [ 18 ] |
| 2   | 1993年4月21日 | ソニー・ミュージックレコーズ                 | CT           | SRTL-1863    |                        | [ 2 ] [ 17 ]               |
| 4   | 1993年4月21日 | ソニー・ミュージックレコーズ                 | MD           | SRYL-7108    |                        | [ 17 ] [ 19 ]              |
| 5   | 2003年7月2日  | ソニー・ミュージックアソシエイテッドレコーズ | CD           | AICL-1463    |                        | [ 17 ] [ 20 ] [ 21 ]       |
| 6   | 2012年11月7日 | ソニー・ミュージックレーベルズ               | AAC-LC       | -            | デジタル・ダウンロード | [ 22 ]                     |
| 7   | 2012年11月7日 | ソニー・ミュージックレーベルズ               | ロスレスFLAC | -            | デジタル・ダウンロード | [ 23 ]                     |